# Wiktor Korablow
Wiktor Korablow (ros. Виктор Кораблёв; ur. 10 kwietnia 1981) – rosyjski zapaśnik walczący w stylu klasycznym. Zajął 30 miejsce na mistrzostwach świata w 206. Mistrz Europy w 2005. Brązowy medalista uniwersyteckich mistrzostwach świata z 2006. Piąty w Pucharze Świata w 2005. Trzeci na mistrzostwach Rosji w 2005 roku.